# Papaver californicum
Papaver californicum är en vallmoväxtart som beskrevs av Asa Gray. Papaver californicum ingår i släktet vallmor, och familjen vallmoväxter. Inga underarter finns listade i Catalogue of Life.

## Bildgalleri

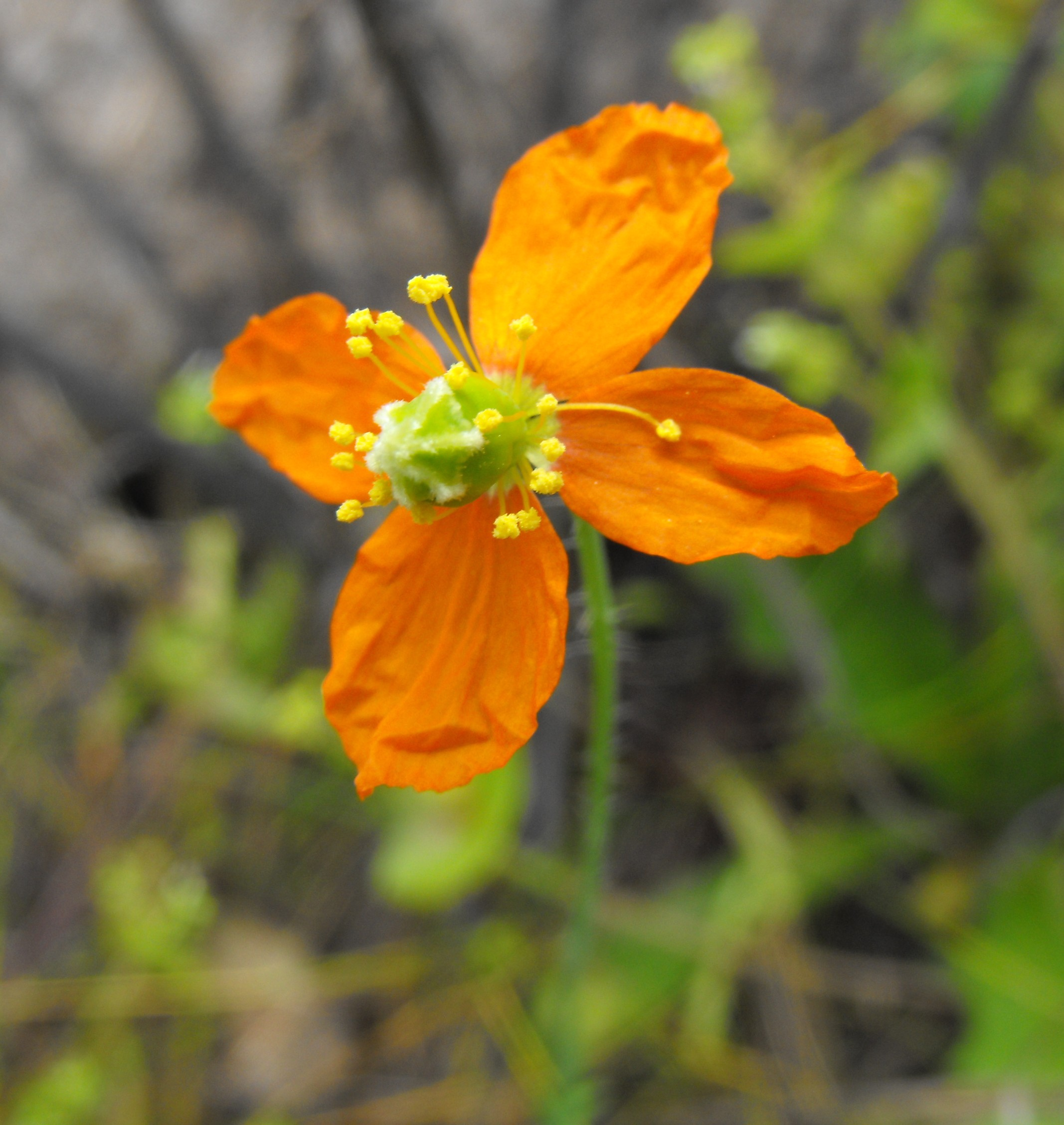